# Sphenocleaceae
Famille
Classification APG III (2009)
La famille des Sphenocleaceae regroupe des plantes dicotylédones ; elle ne comprend que 1 ou 2 espèces appartenant au genre Sphenoclea.
Ce sont des plantes herbacées, à tiges plus ou moins succulentes, des zones humides des régions tropicales.

## Étymologie
Le nom vient du genre type Sphenoclea, qui est composé des mots grecs σφήν / sfên, coin, et κλείω / kleiô, « fermer ; enfermer », en référence à la capsule close de la fleur.

## Liste des genres
Selon NCBI (8 Jul 2010), DELTA Angio (8 Jul 2010) et ITIS (8 Jul 2010) :
- Sphenoclea (en) Gaertn.

## Liste des espèces
Selon NCBI (8 Jul 2010) :
- Sphenoclea zeylanica

À laquelle il faut peut-être ajouter :
- Sphenoclea pongatium